# Achad Ha'am

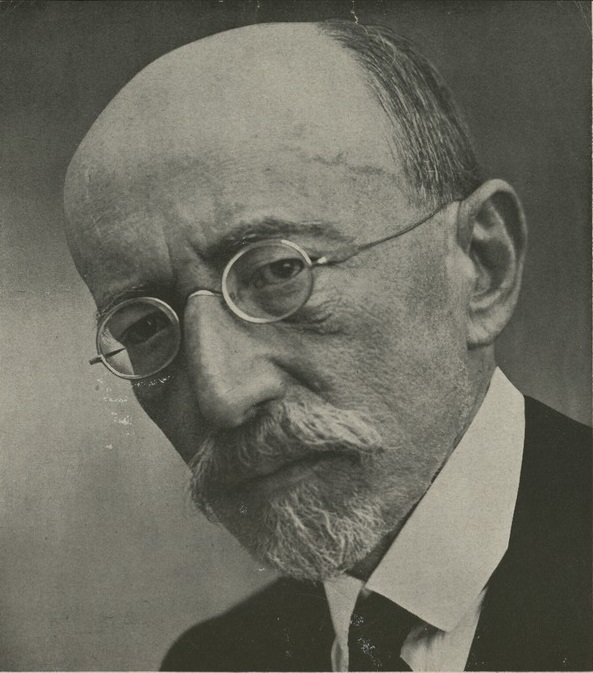
Achad Haʿam

Ascher Hirsch Ginsberg (russisch Ушер Исаевич (Ушер Хирш) Гинцберг Uscher Issajewitsch (Uscher Chirsch) Ginzberg, hebräisch אָשֵׁר צְבִי (הִירְשׁ) גִּינְצְבֶּרְג Āšēr Zvī (Hīrš) Gīnzberg; geboren am 18. August 1856 in Skwyra bei Kiew, Ukraine; gestorben am 2. Januar 1927 in Tel Aviv, Palästina), bekannt auch unter seinem Pseudonym Achad Haʿam (hebräisch אַחַד הָעַם Achad Haʿam, deutsch ‚Einer des Volkes‘), war ein zionistischer Aktivist und Journalist. Er gilt als Hauptvertreter des später so genannten Kulturzionismus, der Lehre vom „geistigen Zentrum“ (hebräisch מֶרְכָּז רוּחָנִי merkas rūẖanī) in Palästina.

## Leben
Ascher Ginsberg, dessen Vater ein Chassid und wohlhabender Dorfhändler war, erhielt zu Hause eine traditionelle jüdische Erziehung. Bei einem Privatlehrer erlernte er Talmud und mittelalterliche Philosophie, mit Schwerpunkt auf Maimonides’ Führer der Unschlüssigen. Daneben studierte er autodidaktisch moderne Sprachen (Russisch, Deutsch, Französisch, Englisch) und Latein. Nach seiner Heirat mit Rivke Schneersohn 1873 trieb er seine privaten Studien weiter, vor allem Philosophie und Naturwissenschaften. Er versuchte mehrmals vergeblich, sich an einer Universität zu immatrikulieren und blieb Autodidakt. Aufgrund starker rationalistischer Tendenzen gab er zunächst den Chassidismus auf und wandte sich dann vollständig vom religiösen Glauben ab.
1884 ließ er sich mit seiner Frau Rivke (1856–1931), seinen Kindern und Eltern in Odessa nieder und übernahm dort das väterliche Geschäft, das damals ein führendes Zentrum der hebräischen Literatur war. Er blieb dort mit kurzen Unterbrechungen bis 1907. In Odessa schloss er sich der frühzionistischen Bewegung Chovevei Zion („Liebhaber Zions“) an. In seinem ersten bedeutenden Artikel, Lo seh haDerech (hebräisch לֹא זוֹ הַדֶּרֶךְ ‚Dies ist nicht der Weg‘), der 1889 unter dem Pseudonym Achad Haʿam (hebräisch אַחַד הָעַם Achad ha-ʿAm, deutsch ‚Einer des Volkes‘) erschien, übte er scharfe Kritik an der Politik der Chovevei Zion, der sofortigen Besiedlung von Erez Israel, und forderte stattdessen erzieherische Arbeit als Grundvoraussetzung für eine engagierte und dauerhafte Besiedlung. Ein Geheimbund namens Bnei Mosche („Söhne Mose“), der während acht Jahren Bestand hatte und unter der Leitung von Achad Haʿam stand, versuchte die in seinem ersten Artikel geäußerten Ideen zu verwirklichen.
Nach zwei Palästinareisen 1891 und 1893 gelangte Achad Haʿam zu der Ansicht, dass die Errichtung eines jüdischen Staates gerade dort zu vielen, teilweise schwerwiegenden Problemen führen würde, wobei er in Beiträgen der Zeitschrift Ha-Meliz festhielt, dass das Land nicht „leer“ war. Er favorisierte von da an eine Vorgehensweise, die forderte, erst einmal die jüdische Kultur in der Gegend wieder zu verankern. Achad Haʿams Haltung, die daher auch Kulturzionismus genannt wurde, unterschied sich so in der Analyse wenig von den Ergebnissen der sogenannten Politischen Zionisten. Allerdings hatte Achad Haʿam kein Vertrauen in die Wirksamkeit von Theodor Herzls diplomatischen Bemühungen und beschuldigte Herzl und Nordau, jüdische Werte zu vernachlässigen. Die kulturelle Arbeit erschien ihm als unerlässliche Voraussetzung für den Zionismus und als Schutz gegen Assimilation. Nach einem neuerlichen Besuch Palästinas im Jahre 1900 kritisierte er die dort tätigen Angestellten des Barons Edmond de Rothschild in Paris. Diese zeigten, so Achad Haʿam, ein diktatorisches Verhalten und nationale Werte würden im Erziehungssystem der Alliance Israélite Universelle vernachlässigt.
Während die Politischen Zionisten den Primat der Staatsgründung vertraten und gegebenenfalls auch auf andere Siedlungsgebiete ausgewichen wären, beschränkten Achad Haʿam und seine Anhänger ihre politischen Ambitionen, bevorzugten dafür aber Erez Israʾel als Ziel. Zion als geistig-kulturelles Zentrum habe Vorrang vor dem politisch-wirtschaftlichen Aufbau und einer jüdischen Staatsgründung in Palästina. Obwohl er sich an der Erarbeitung der Balfour-Deklaration beteiligt hatte, konnte er sich der Begeisterung der zionistischen Bewegung über deren Veröffentlichung nicht anschließen, da er ihre begrenzte Wirkung vor allem im Zusammenhang mit der für ihn erforderlichen Verständigung mit den palästinensischen Arabern sah, für deren nationale Rechte er sich einsetzte. Das kulturzionistische Anliegen wurde später auch von Martin Buber und anderen Intellektuellen vertreten und fand im zionistischen Bildungswesen Berücksichtigung. Erst Chaim Weizmann gelang es, die beiden auseinandergefallenen zionistischen Fraktionen wieder zusammenzuführen.
1913 beantwortete Achad Haʿam in einem Brief die Frage „Was ist Judentum?“: „Ich denke, Religion selbst ist nur eine der Formen von Kultur. Und Judentum ist weder das eine noch das andere, sondern die nationale Schaffenskraft, die sich in der Vergangenheit als hauptsächlich religiöse Kultur ausdrückte. In dieser Form wird sich das Judentum auch in Zukunft ausdrücken.“

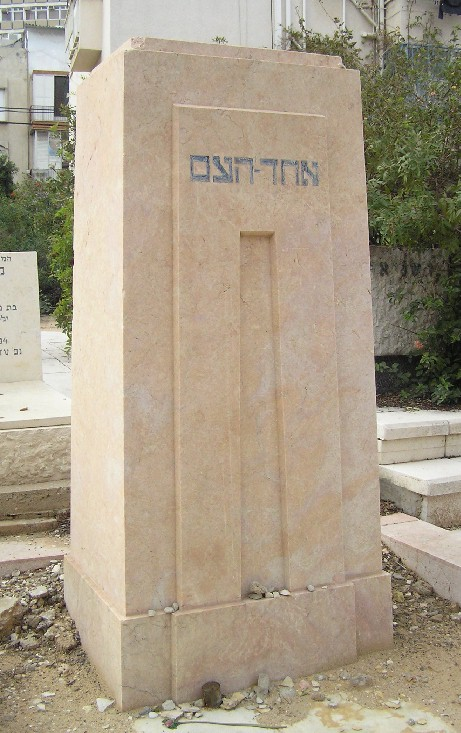
Achad Haʿams Grab auf dem Trumpeldor-Friedhof in Tel Aviv

1903 gab Achad Haʿam die Tätigkeit als Redakteur der 1896 von ihm gegründeten Monatszeitschrift Ha-Schiloach auf. Er wurde Handelsvertreter der Wissotzky Tee-Gesellschaft. Ab 1907 lebte er in London. 1921 verklagte er den deutschvölkischen Journalisten Ernst Graf zu Reventlow, der verbreitet hatte, Achad Haʿam wäre der Verfasser der Protokolle der Weisen von Zion, einer antisemitischen Fiktion, die jüdische Weltherrschaftspläne belegen sollte. 1923 musste Reventlow seine Behauptung zurücknehmen.
1922 ließ sich Achad Haʿam, bereits körperlich leidend, in Tel Aviv nieder, dessen erster Ehrenbürger er wurde und wo man eine Straße nach ihm benannte. Ein Berichterstatter, der Künstler Saul Raskin, beschrieb den alten Mann als „ruhig, zurückgezogen und unendlich bescheiden“. Achad Haʿam habe auf den Versammlungen, in einer Ecke rauchend, nur selten das Wort ergriffen, da er sich laut Raskin lieber in der Rolle des Beobachters des von ihm angestossenen Fortgangs der Bewegung gesehen habe. Bei den seltenen Gelegenheiten, bei denen er sich an den Debatten beteiligte, hätten ihm die Anwesenden jedoch mit „atemloser Aufmerksamkeit“ zugehört. 1927 starb er in Tel Aviv, begraben wurde er auf dem dortigen Trumpeldor-Friedhof. Achad Haʿam war ein Schöpfer eines neuen hebräischen Stils für Publizistik und Wissenschaft und gilt als einer der besten modernhebräischen Schriftsteller und Literaturkritiker seiner Zeit.

## Trivia
In Maxim Billers Roman Biografie ist ein Friedhof nach ihm benannt.

## Werke (Auswahl)
- Lo seh ha-Derech. („Dies ist nicht der Weg.“) der 1889 in Odessa geschriebene, erste Essay über ein zionistisches Thema.
- ʿal paraschat ha-drachim. („Am Scheidewege.“) Aufsätze und Abhandlungen, 4 Bände, 1895.
- Ha-Schiloach. Wissenschaftliche Zeitschrift, 1896 ff.
- Der Jischuv und sein Vormund. Vielbeachteter Zeitungsartikel, 1902.